# Görögország az 1996. évi nyári olimpiai játékokon
Görögország az egyesült államokbeli Atlantában megrendezett 1996. évi nyári olimpiai játékok egyik részt vevő nemzete volt. Az országot az olimpián 18 sportágban 121 sportoló képviselte, akik összesen 8 érmet szereztek.

## Érmesek
| Érem  | Versenyző               | Sportág    | Versenyszám           |
| ----- | ----------------------- | ---------- | --------------------- |
| Arany | Pírosz Dímasz           | Súlyemelés | 83 kg                 |
| Arany | Kahi Kahiasvili         | Súlyemelés | 99 kg                 |
| Arany | Joánisz Meliszanídisz   | Torna      | Férfi talaj           |
| Arany | Nikólaosz Kaklamanákisz | Vitorlázás | Férfi szörfvitorlázás |
| Ezüst | Níki Bakojáni           | Atlétika   | Női magasugrás        |
| Ezüst | Leonídasz Szambánisz    | Súlyemelés | 59 kg                 |
| Ezüst | Valériosz Leonídisz     | Súlyemelés | 64 kg                 |
| Ezüst | Leonídasz Kókasz        | Súlyemelés | 91 kg                 |

## Asztalitenisz
Férfi
| Versenyző          | Versenyszám | Csoportkör                                                                                           | Csoportkör | Nyolcaddöntő      | Negyeddöntő       | Elődöntő          | Döntő             | Helyezés |
| Versenyző          | Versenyszám | Ellenfél Eredmény                                                                                    | Hely.      | Ellenfél Eredmény | Ellenfél Eredmény | Ellenfél Eredmény | Ellenfél Eredmény | Helyezés |
| ------------------ | ----------- | --- | ---------- | ----------------- | ----------------- | ----------------- | ----------------- | -------- |
| Daniel Ciókasz     | Egyes       | B csoport · Danny Heister (NED) · 2:0 · Paul Mutambuze (UGA) · 2:0 · Vang Tao (Wang Tao) (CHN) · 0:2 | 2.         | kiesett           | kiesett           | kiesett           | kiesett           | 17.      |
| Kalínikosz Kreánga | Egyes       | P csoport · Segun Toriola (NGR) · 2:0 · Csetan Babúr (IND) · 2:0 · Patrick Chila (FRA) · 1:2         | 2.         | kiesett           | kiesett           | kiesett           | kiesett           | 17.      |

## Atlétika
Férfi
| Versenyző                                                                                 | Versenyszám     | Előfutam | Előfutam | Előfutam | Negyeddöntő | Negyeddöntő | Negyeddöntő | Elődöntő | Elődöntő | Elődöntő | Döntő   | Döntő    |
| Versenyző                                                                                 | Versenyszám     | Idő      | Hely.    | Össz.    | Idő         | Hely.       | Össz.       | Idő      | Hely.    | Össz.    | Idő     | Helyezés |
| ----------------------------------------------------------------------------------------- | --------------- | -------- | -------- | -------- | ----------- | ----------- | ----------- | -------- | -------- | -------- | ------- | -------- |
| Aléxandrosz Genovélisz                                                                    | 100 m           | 10,39    | 3.       | 37.***** | 10,31       | 5.          | 24.*        | kiesett  | kiesett  | kiesett  | kiesett | kiesett  |
| Aléxandrosz Terzián                                                                       | 100 m           | 10,48    | 4.       | 49.***   | kiesett     | kiesett     | kiesett     | kiesett  | kiesett  | kiesett  | kiesett | kiesett  |
| Harálambosz Papadiász                                                                     | 100 m           | 10,46    | 6.       | 48.      | kiesett     | kiesett     | kiesett     | kiesett  | kiesett  | kiesett  | kiesett | kiesett  |
| Jeórjiosz Panajiotópulosz                                                                 | 200 m           | 20,69    | 3.       | 22.***   | 20,86       | 6.          | 30.         | kiesett  | kiesett  | kiesett  | kiesett | kiesett  |
| Tomász Szmbókosz                                                                          | 200 m           | 20,88    | 5.       | 42.*     | kiesett     | kiesett     | kiesett     | kiesett  | kiesett  | kiesett  | kiesett | kiesett  |
| Szpirídon Andriópulosz                                                                    | Maraton         |          |          |          |             |             |             |          |          |          | 2:19:41 | 36.      |
| Sztilianósz Bíszmbasz                                                                     | 110 m gát       | 13,85    | 4.       | 37.      | kiesett     | kiesett     | kiesett     | kiesett  | kiesett  | kiesett  | kiesett | kiesett  |
| Aléxandrosz Genovélisz Tomász Szmbókosz Jeórjiosz Panajiotópulosz Aléxandrosz Alexópulosz | 4 × 100 m váltó | kizárták | kizárták | kizárták |             |             |             | kiesett  | kiesett  | kiesett  | kiesett | kiesett  |

| Versenyző                 | Versenyszám   | Selejtező             | Selejtező             | Döntő    | Döntő    |
| Versenyző                 | Versenyszám   | Eredmény              | Helyezés              | Eredmény | Helyezés |
| ------------------------- | ------------- | --------------------- | --------------------- | -------- | -------- |
| Lámbrosz Papakósztasz     | Magasugrás    | 228 cm                | 6.**                  | 232 cm   | 6.       |
| Szpirídon Vaszdékisz      | Távolugrás    | 798 cm                | 14.                   | kiesett  | kiesett  |
| Konsztandínosz Kukodímosz | Távolugrás    | 782 cm                | 22.*                  | kiesett  | kiesett  |
| Aléxandrosz Papadimitríu  | Kalapácsvetés | 74,46 m               | 16.                   | kiesett  | kiesett  |
| Hrísztosz Polihroníu      | Kalapácsvetés | érvényes dobás nélkül | érvényes dobás nélkül | kiesett  | kiesett  |
| Konsztandínosz Gaciúdisz  | Gerelyhajítás | 87,12 m               | 1.                    | 81,46 m  | 10.      |
| Dimítriosz Poliméru       | Gerelyhajítás | 77,82 m               | 19.                   | kiesett  | kiesett  |

Női
| Versenyző       | Versenyszám | Előfutam | Előfutam | Előfutam | Negyeddöntő | Negyeddöntő | Negyeddöntő | Elődöntő | Elődöntő | Elődöntő | Döntő   | Döntő    |
| Versenyző       | Versenyszám | Idő      | Hely.    | Össz.    | Idő         | Hely.       | Össz.       | Idő      | Hely.    | Össz.    | Idő     | Helyezés |
| --------------- | ----------- | -------- | -------- | -------- | ----------- | ----------- | ----------- | -------- | -------- | -------- | ------- | -------- |
| Ekateríni Thánu | 100 m       | 11,35    | 3.       | 20.      | 11,48       | 6.          | 23.         | kiesett  | kiesett  | kiesett  | kiesett | kiesett  |
| Ekateríni Kófa  | 100 m       | 11,33    | 4.       | 17.**    | 11,38       | 5.          | 15.**       | kiesett  | kiesett  | kiesett  | kiesett | kiesett  |
| Ekateríni Kófa  | 200 m       | 23,09    | 4.       | 15.      | 23,04       | 4.          | 17.         | 23,20    | 8.       | 15.      | kiesett | kiesett  |
| María Polízu    | Maraton     |          |          |          |             |             |             |          |          |          | 2:41:33 | 42.      |

| Versenyző                 | Versenyszám   | Selejtező | Selejtező | Döntő    | Döntő    |
| Versenyző                 | Versenyszám   | Eredmény  | Helyezés  | Eredmény | Helyezés |
| ------------------------- | ------------- | --------- | --------- | -------- | -------- |
| Níki Bakojáni             | Magasugrás    | 193 cm    | 1.        | 203 cm   |          |
| Níki Xánthu               | Távolugrás    | 660 cm    | 10.       | 697 cm   | 4.       |
| Paraszkeví Patulídu       | Távolugrás    | 658 cm    | 11.       | 637 cm   | 10.      |
| Olga-Anasztaszía Vaszdéki | Hármasugrás   | 14,48 m   | 6.        | 14,44 m  | 5.       |
| Anasztaszía Keleszídu     | Diszkoszvetés | 59,60 m   | 18.       | kiesett  | kiesett  |
| Ekateríni Vóngoli         | Diszkoszvetés | 58,70 m   | 22.       | kiesett  | kiesett  |
| Sztilianí Cikúna          | Diszkoszvetés | 56,66 m   | 31.       | kiesett  | kiesett  |

* - egy másik versenyzővel azonos eredményt ért el

** - két másik versenyzővel azonos eredményt ért el

*** - három másik versenyzővel azonos eredményt ért el

***** - öt másik versenyzővel azonos eredményt ért el

## Birkózás
Kötöttfogású
| Versenyző                  | Versenyszám | 32-es főtábla                 | Nyolcaddöntő               | Negyeddöntő                          | Elődöntő                       | Vigaszág 2. kör                   | Vigaszág 3. kör                  | Vigaszág 4. kör             | Vigaszág 5. kör            | Vigaszág 6. kör                    | Bronz- mérkőzés                            | Döntő             | Helyezés |
| Versenyző                  | Versenyszám | Ellenfél Eredmény             | Ellenfél Eredmény          | Ellenfél Eredmény                    | Ellenfél Eredmény              | Ellenfél Eredmény                 | Ellenfél Eredmény                | Ellenfél Eredmény           | Ellenfél Eredmény          | Ellenfél Eredmény                  | Ellenfél Eredmény                          | Ellenfél Eredmény | Helyezés |
| -------------------------- | ----------- | ----------------------------- | -------------------------- | ------------------------------------ | ------------------------------ | --------------------------------- | -------------------------------- | --------------------------- | -------------------------- | ---------------------------------- | ------------------------------------------ | ----------------- | -------- |
| Joánisz Angakadzanian      | 48 kg       | Jorge Yllescas (PER) · 10–0   | Bayram Özdemir (TUR) · 3–2 | Sim Gvonho (Sim Gwon-Ho) (KOR) · 1–4 |                                |                                   |                                  | Kang Jonggjun (PRK) · 0–10  |                            |                                    | A 7. helyért · Kado Hirosi (JPN) · 0–1     |                   | 8.       |
| Szarkisz Elngian           | 57 kg       | Marian Sandu (ROU) · 2–3      |                            |                                      |                                | Alekszandr Ignatyenko (RUS) · 3–2 | Remigijus Šukevičius (LTU) · 6–5 | Nisimi Kenkicsi (JPN) · 4–2 | Luis Sarmiento (CUB) · 2–4 |                                    | A 7. helyért · Nisimi Kenkicsi (JPN) · 5–4 |                   | 7.       |
| Arisztídisz Rumbenian      | 62 kg       | K'oba Guliashvili (GEO) · 1–4 |                            |                                      |                                | Ihar Pjatrenka (BLR) · 1–3        | kiesett                          | kiesett                     | kiesett                    | kiesett                            | kiesett                                    |                   | 17.      |
| Jordánisz Konsztandinídisz | 90 kg       | Lucio Vásquez (PER) · 10–0    | Colak Egisjan (ARM) · 12–0 | erőnyerő                             | Jacek Fafiński (POL) · 0–6     |                                   |                                  |                             |                            | Aljakszandr Szidarenka (BLR) · 0–5 | Az 5. helyért · Hakkı Başar (TUR) · 1–4    |                   | 6.       |
| Panajótisz Pikilídisz      | 130 kg      | Guillermo Díaz (MEX) · 10–0   | Helger Hallik (EST) · 3–0  | erőnyerő                             | Alekszandr Karelin (RUS) · 0–8 |                                   |                                  |                             |                            | Petro Kotok (UKR) · 1–3            | Az 5. helyért · René Schiekel (GER) · 3–0  |                   | 5.       |

Szabadfogású
| Versenyző          | Versenyszám | 32-es főtábla                     | Nyolcaddöntő                 | Negyeddöntő       | Elődöntő          | Vigaszág 2. kör          | Vigaszág 3. kör          | Vigaszág 4. kör                     | Vigaszág 5. kör   | Vigaszág 6. kör   | Bronz- mérkőzés                           | Döntő             | Helyezés |
| Versenyző          | Versenyszám | Ellenfél Eredmény                 | Ellenfél Eredmény            | Ellenfél Eredmény | Ellenfél Eredmény | Ellenfél Eredmény        | Ellenfél Eredmény        | Ellenfél Eredmény                   | Ellenfél Eredmény | Ellenfél Eredmény | Ellenfél Eredmény                         | Ellenfél Eredmény | Helyezés |
| ------------------ | ----------- | --------------------------------- | ---------------------------- | ----------------- | ----------------- | ------------------------ | ------------------------ | ----------------------------------- | ----------------- | ----------------- | ----------------------------------------- | ----------------- | -------- |
| Nungar Ckuaszeli   | 48 kg       | Gheorghe Corduneanu (ROU) · 3–2   | Vitalie Railean (MDA) · 1–10 |                   |                   |                          | Rob Eiter (USA) · 2–11   | kiesett                             | kiesett           | kiesett           | kiesett                                   |                   | 13.      |
| Amiran Kardanov    | 52 kg       | Adkhamdzhon Akhilov (UZB) · 1–11  |                              |                   |                   | Lou Rosselli (USA) · 1–3 | kiesett                  | kiesett                             | kiesett           | kiesett           | kiesett                                   |                   | 16.      |
| Lázarosz Loizídisz | 74 kg       | Alexander Leipold (GER) · 0–6     |                              |                   |                   | Eisa Momeni (IRI) · 0–3  | kiesett                  | kiesett                             | kiesett           | kiesett           | kiesett                                   |                   | 20.      |
| Pétrosz Búrndulisz | 130 kg      | Aljakszej Mjadzvedzev (BLR) · 1–7 |                              |                   |                   | Mick Pikos (AUS) · 6–0   | Andy Borodow (CAN) · 1–0 | Alekszandr Kovalevszkij (KGZ) · 1–7 |                   |                   | A 7. helyért · Merabi Valijev (UKR) · 1–5 |                   | 8.       |

## Cselgáncs
Férfi
| Versenyző             | Versenyszám | Selejtező         | 32-es főtábla           | Nyolcaddöntő          | Negyeddöntő       | Elődöntő          | Vigaszág első kör             | Vigaszág negyeddöntő     | Vigaszág elődöntő             | Bronz- mérkőzés   | Döntő             | Helyezés |
| Versenyző             | Versenyszám | Ellenfél Eredmény | Ellenfél Eredmény       | Ellenfél Eredmény     | Ellenfél Eredmény | Ellenfél Eredmény | Ellenfél Eredmény             | Ellenfél Eredmény        | Ellenfél Eredmény             | Ellenfél Eredmény | Ellenfél Eredmény | Helyezés |
| --------------------- | ----------- | ----------------- | ----------------------- | --------------------- | ----------------- | ----------------- | ----------------------------- | ------------------------ | ----------------------------- | ----------------- | ----------------- | -------- |
| Harálambosz Papaioánu | Nehézsúly   | erőnyerő          | Szabó Miklós (AUS) · GY | Ogava Naoja (JPN) · V |                   |                   | Arnulfo Betancourt (NCA) · GY | Rafał Kubacki (POL) · GY | Harry Van Barneveld (BEL) · V | kiesett           |                   | 7.       |

## Evezés
Férfi
| Versenyző                                 | Versenyszám              | Előfutam | Előfutam | Vigaszág | Vigaszág | Elődöntő | Elődöntő | Elődöntő | Döntő | Döntő   | Döntő | Helyezés |
| Versenyző                                 | Versenyszám              | Idő      | Hely.    | Idő      | Hely.    | Típus    | Idő      | Hely.    | Típus | Idő     | Hely. | Helyezés |
| ----------------------------------------- | ------------------------ | -------- | -------- | -------- | -------- | -------- | -------- | -------- | ----- | ------- | ----- | -------- |
| Vaszíliosz Polímerosz Joánisz Kurkuríkisz | Könnyűsúlyú kétpárevezős | 6:50,57  | 3.       | 6:24,40  | 2.       | A/B      | 6:34,84  | 5.       | B     | 6:27,94 | 4.    | 10.      |

Női
| Versenyző                       | Versenyszám              | Előfutam | Előfutam | Vigaszág | Vigaszág | Elődöntő | Elődöntő | Elődöntő | Döntő | Döntő   | Döntő | Helyezés |
| Versenyző                       | Versenyszám              | Idő      | Hely.    | Idő      | Hely.    | Típus    | Idő      | Hely.    | Típus | Idő     | Hely. | Helyezés |
| ------------------------------- | ------------------------ | -------- | -------- | -------- | -------- | -------- | -------- | -------- | ----- | ------- | ----- | -------- |
| Andonía Zváier                  | Egypárevezős             | 8:17,49  | 3.       | 8:49,44  | 4.       |          |          |          | C     | 8:25,83 | 3.    | 15.      |
| Angelikí Grému Hrísza Biszkidzí | Könnyűsúlyú kétpárevezős | 8:01,60  | 6.       | 7:21,39  | 5.       |          |          |          | C     | 7:51,80 | 3.    | 15.      |

## Kerékpározás

### Pálya-kerékpározás
Sprintversenyek
| Versenyző              | Versenyszám  | Selejtező | Selejtező | 1. forduló                  | Vigaszág                         | Vigaszág | 2. forduló                  | Vigaszág                                            | Vigaszág | Nyolcaddöntő         | Vigaszág               | Vigaszág | Negyeddöntő          | 5–8. helyért           | 5–8. helyért | Elődöntő             | Döntő                | Helyezés |
| Versenyző              | Versenyszám  | Idő       | Hely.     | Ellenfél Győztes idő        | Ellenfelek Győztes idő           | Hely.    | Ellenfél Győztes idő        | Ellenfelek Győztes idő                              | Hely.    | Ellenfél Győztes idő | Ellenfelek Győztes idő | Hely.    | Ellenfél Győztes idő | Ellenfelek Győztes idő | Hely.        | Ellenfél Győztes idő | Ellenfél Győztes idő | Helyezés |
| ---------------------- | ------------ | --------- | --------- | --------------------------- | -------------------------------- | -------- | --------------------------- | --------------------------------------------------- | -------- | -------------------- | ---------------------- | -------- | -------------------- | ---------------------- | ------------ | -------------------- | -------------------- | -------- |
| Lámbrosz Vaszilópulosz | Férfi egyéni | 10,726    | 18.       | Pavel Buráň (CZE) · 11,700  | Kamijama Júicsiró (JPN) · 11,060 | 1.       | Gary Neiwand (AUS) · 11,249 | Roberto Chiappa (ITA) · William Clay (USA) · 11,378 | 2.       | kiesett              | kiesett                | kiesett  | kiesett              | kiesett                | kiesett      | kiesett              | kiesett              | kiesett  |
| Jeórjiosz Himonétosz   | Férfi egyéni | 10,559    | 13.       | William Clay (USA) · 11,182 |                                  |          | Pavel Buráň (CZE) · 11,272  | José Moreno (ESP) · Peter Bazálik (SVK) · 11,089    | 2.       | kiesett              | kiesett                | kiesett  | kiesett              | kiesett                | kiesett      | kiesett              | kiesett              | kiesett  |

Időfutam
| Név                   | Versenyszám  | Idő      | Helyezés |
| --------------------- | ------------ | -------- | -------- |
| Dimítriosz Jeorgalísz | Férfi egyéni | 1:04,995 | 7.       |

## Kosárlabda

### Férfi
| Görög férfi kosárlabdacsapat-játékoskeret | Görög férfi kosárlabdacsapat-játékoskeret                                                                                               |
| --- | --- |
| - Konsztandínosz Patavúkasz - Dimítriosz Papanikoláu - Konsztandínosz Angelídisz - Efthímiosz Bakaciász - Efthímiosz Rendziász - Elefthériosz Kakiúszisz | - Frangíszkosz Alvértisz - Jeórjiosz Szigálasz - Nikólaosz Ikonómu - Panajótisz Faszúlasz - Panajótisz Janákisz - Feofanisz Hrisztodúlu |

#### Eredmények
Csoportkör
B csoport
| Csapat            | M | Gy | V | P+  | P–  | Pk   | P  |
| ----------------- | - | -- | - | --- | --- | ---- | -- |
| Jugoszlávia (SCG) | 5 | 5  | 0 | 478 | 364 | +114 | 10 |
| Ausztrália (AUS)  | 5 | 4  | 1 | 492 | 438 | +54  | 9  |
| Görögország (GRE) | 5 | 3  | 2 | 402 | 416 | –14  | 8  |
| Brazília (BRA)    | 5 | 2  | 3 | 498 | 494 | +4   | 7  |
| Puerto Rico (PUR) | 5 | 1  | 4 | 447 | 465 | –18  | 6  |
| Dél-Korea (KOR)   | 5 | 0  | 5 | 422 | 562 | –140 | 5  |

| 1996. július 20. | Görögország (GRE)   | 63–71     | Jugoszlávia (SCG) | Atlanta Játékvezetők: Donald Cline (CAN), Carl Jungebrand (FIN) |
| 1996. július 20. | (30–30) Jegyzőkönyv |           |                   | Atlanta Játékvezetők: Donald Cline (CAN), Carl Jungebrand (FIN) |
| 1996. július 20. | Faszúlasz 21        | Pont      | Savić 21          | Atlanta Játékvezetők: Donald Cline (CAN), Carl Jungebrand (FIN) |
| 1996. július 20. | Faszúlasz 10        | Lepattanó | Divac 8           | Atlanta Játékvezetők: Donald Cline (CAN), Carl Jungebrand (FIN) |
| 1996. július 20. | Szigálasz 4         | Gólpassz  | Đorđević 6        | Atlanta Játékvezetők: Donald Cline (CAN), Carl Jungebrand (FIN) |

| 1996. július 22. | Brazília (BRA)      | 87–89     | Görögország (GRE) | Atlanta Játékvezetők: Joseph Derosa (USA), Miguel Betancor Leon (ESP) |
| 1996. július 22. | (54–54) Jegyzőkönyv |           |                   | Atlanta Játékvezetők: Joseph Derosa (USA), Miguel Betancor Leon (ESP) |
| 1996. július 22. | Schmidt 32          | Pont      | Ikonómu 36        | Atlanta Játékvezetők: Joseph Derosa (USA), Miguel Betancor Leon (ESP) |
| 1996. július 22. | dos Santos 10       | Lepattanó | Faszúlasz 6       | Atlanta Játékvezetők: Joseph Derosa (USA), Miguel Betancor Leon (ESP) |
| 1996. július 22. | Minucci 6           | Gólpassz  | Bakaciász 5       | Atlanta Játékvezetők: Joseph Derosa (USA), Miguel Betancor Leon (ESP) |

| 1996. július 24. | Görögország (GRE)      | 80–69     | Puerto Rico (PUR) | Atlanta Játékvezetők: Gennaro Colucci (ITA), Raul Chaves Sagel (ARG) |
| 1996. július 24. | (51–33) Jegyzőkönyv    |           |                   | Atlanta Játékvezetők: Gennaro Colucci (ITA), Raul Chaves Sagel (ARG) |
| 1996. július 24. | Ikonómu 19             | Pont      | Mincy 20          | Atlanta Játékvezetők: Gennaro Colucci (ITA), Raul Chaves Sagel (ARG) |
| 1996. július 24. | Ikonómu 8              | Lepattanó | Mincy 8           | Atlanta Játékvezetők: Gennaro Colucci (ITA), Raul Chaves Sagel (ARG) |
| 1996. július 24. | Ikonómu, Hrisztodúlu 3 | Gólpassz  | Ortíz 5           | Atlanta Játékvezetők: Gennaro Colucci (ITA), Raul Chaves Sagel (ARG) |

| 1996. július 26. | Dél-Korea (KOR)                 | 86–108    | Görögország (GRE)      | Atlanta Játékvezetők: Romualdas Brazauskas (LTU), Cuj Ji (Cui Yi) (CHN) |
| 1996. július 26. | (44–56) Jegyzőkönyv             |           |                        | Atlanta Játékvezetők: Romualdas Brazauskas (LTU), Cuj Ji (Cui Yi) (CHN) |
| 1996. július 26. | Hjon Dzsujop (Hyeon Ju-Yeop) 24 | Pont      | Szigálasz 22           | Atlanta Játékvezetők: Romualdas Brazauskas (LTU), Cuj Ji (Cui Yi) (CHN) |
| 1996. július 26. | Hjon Dzsujop (Hyeon Ju-Yeop) 6  | Lepattanó | Rendziász 8            | Atlanta Játékvezetők: Romualdas Brazauskas (LTU), Cuj Ji (Cui Yi) (CHN) |
| 1996. július 26. | Kang Donghi (Gang Dong-Hui) 10  | Gólpassz  | Bakaciász, Szigálasz 6 | Atlanta Játékvezetők: Romualdas Brazauskas (LTU), Cuj Ji (Cui Yi) (CHN) |

| 1996. július 28. | Ausztrália (AUS)    | 103–62    | Görögország (GRE) | Atlanta Játékvezetők: Pascal Noel Dorizon (FRA), Jose Lapaix Guance (DOM) |
| 1996. július 28. | (52–30) Jegyzőkönyv |           |                   | Atlanta Játékvezetők: Pascal Noel Dorizon (FRA), Jose Lapaix Guance (DOM) |
| 1996. július 28. | Gaze 17             | Pont      | Ikonómu 22        | Atlanta Játékvezetők: Pascal Noel Dorizon (FRA), Jose Lapaix Guance (DOM) |
| 1996. július 28. | Bradtke 8           | Lepattanó | Papanikoláu 6     | Atlanta Játékvezetők: Pascal Noel Dorizon (FRA), Jose Lapaix Guance (DOM) |
| 1996. július 28. | Heal 5              | Gólpassz  | Janákisz 4        | Atlanta Játékvezetők: Pascal Noel Dorizon (FRA), Jose Lapaix Guance (DOM) |

Negyeddöntő
| 1996. július 30. 10:00 | Litvánia (LTU)      | 99–66     | Görögország (GRE) | Atlanta Játékvezetők: Miguel Betancor Leon (ESP), Raul Chaves Sagel (ARG) |
| 1996. július 30. 10:00 | (45–19) Jegyzőkönyv |           |                   | Atlanta Játékvezetők: Miguel Betancor Leon (ESP), Raul Chaves Sagel (ARG) |
| 1996. július 30. 10:00 | Marčiulionis 16     | Pont      | Szigálasz 18      | Atlanta Játékvezetők: Miguel Betancor Leon (ESP), Raul Chaves Sagel (ARG) |
| 1996. július 30. 10:00 | Sabonis 11          | Lepattanó | Rendziász 4       | Atlanta Játékvezetők: Miguel Betancor Leon (ESP), Raul Chaves Sagel (ARG) |
| 1996. július 30. 10:00 | Marčiulionis 7      | Gólpassz  | Szigálasz 5       | Atlanta Játékvezetők: Miguel Betancor Leon (ESP), Raul Chaves Sagel (ARG) |

Az 5–8. helyért
| 1996. augusztus 1. 10:00 | Kína (CHN)                     | 75–115    | Görögország (GRE) | Atlanta Játékvezetők: Joseph Derosa (USA), Tomislav Jovancic (YUG) |
| 1996. augusztus 1. 10:00 | (24–50) Jegyzőkönyv            |           |                   | Atlanta Játékvezetők: Joseph Derosa (USA), Tomislav Jovancic (YUG) |
| 1996. augusztus 1. 10:00 | Vu Csing-lung (Wu Qinglong) 20 | Pont      | Faszúlasz 20      | Atlanta Játékvezetők: Joseph Derosa (USA), Tomislav Jovancic (YUG) |
| 1996. augusztus 1. 10:00 | Liu Jü-tung (Liu Yudong) 8     | Lepattanó | Hrisztodúlu 12    | Atlanta Játékvezetők: Joseph Derosa (USA), Tomislav Jovancic (YUG) |
| 1996. augusztus 1. 10:00 | Li Hsziao-jung (Li Xiaoyong) 7 | Gólpassz  | Hrisztodúlu 8     | Atlanta Játékvezetők: Joseph Derosa (USA), Tomislav Jovancic (YUG) |

Az 5. helyért
| 1996. augusztus 2. 22:00 | Görögország (GRE)        | 91–72     | Brazília (BRA) | Atlanta Játékvezetők: Roman Ryzhyk (UKR), Juan Figueroa (PUR) |
| 1996. augusztus 2. 22:00 | (49–45) Jegyzőkönyv      |           |                | Atlanta Játékvezetők: Roman Ryzhyk (UKR), Juan Figueroa (PUR) |
| 1996. augusztus 2. 22:00 | Szigálasz 35             | Pont      | Minucci 23     | Atlanta Játékvezetők: Roman Ryzhyk (UKR), Juan Figueroa (PUR) |
| 1996. augusztus 2. 22:00 | Faszúlasz, Hrisztodúlu 7 | Lepattanó | Vianna 11      | Atlanta Játékvezetők: Roman Ryzhyk (UKR), Juan Figueroa (PUR) |
| 1996. augusztus 2. 22:00 | Patavúkasz 7             | Gólpassz  | Ratto 7        | Atlanta Játékvezetők: Roman Ryzhyk (UKR), Juan Figueroa (PUR) |

| Csapat            | Helyezés |
| ----------------- | -------- |
| Görögország (GRE) | 5.       |

## Műugrás
Férfi
| Versenyző             | Versenyszám    | Selejtező | Selejtező | Elődöntő | Elődöntő | Döntő   | Döntő    |
| Versenyző             | Versenyszám    | Pont      | Helyezés  | Pont     | Helyezés | Pont    | Helyezés |
| --------------------- | -------------- | --------- | --------- | -------- | -------- | ------- | -------- |
| Nikólaosz Sziranídisz | Egyéni műugrás | 316,50    | 26.       | kiesett  | kiesett  | kiesett | kiesett  |

## Ökölvívás
| Versenyző                | Versenyszám | Selejtező                        | Nyolcaddöntő               | Negyeddöntő       | Elődöntő          | Döntő             | Helyezés |
| Versenyző                | Versenyszám | Ellenfél Eredmény                | Ellenfél Eredmény          | Ellenfél Eredmény | Ellenfél Eredmény | Ellenfél Eredmény | Helyezés |
| ------------------------ | ----------- | -------------------------------- | -------------------------- | ----------------- | ----------------- | ----------------- | -------- |
| Agathangelosz Ciripídisz | Harmatsúly  | Abdel Aziz Boulehia (ALG) · 6–10 | kiesett                    | kiesett           | kiesett           | kiesett           | 17.      |
| Tingrán Uzlián           | Pehelysúly  | erőnyerő                         | Ramaz Paliani (RUS) · 2–27 | kiesett           | kiesett           | kiesett           | 9.       |

## Sportlövészet
Férfi
| Versenyző               | Versenyszám | Selejtező | Selejtező | Döntő   | Döntő    |
| Versenyző               | Versenyszám | Pont      | Helyezés  | Pont    | Helyezés |
| ----------------------- | ----------- | --------- | --------- | ------- | -------- |
| Mihaíl Elpikídisz       | Trap        | 111       | 57.*      | kiesett | kiesett  |
| Hrísztosz Szotirópulosz | Dupla trap  | 124       | 30.       | kiesett | kiesett  |

Női
| Versenyző      | Versenyszám   | Selejtező | Selejtező | Döntő   | Döntő    |
| Versenyző      | Versenyszám   | Pont      | Helyezés  | Pont    | Helyezés |
| -------------- | ------------- | --------- | --------- | ------- | -------- |
| Agathí Kaszúmi | Sportpisztoly | 576       | 15.**     | kiesett | kiesett  |

* - egy másik versenyzővel azonos eredményt ért el

** - négy másik versenyzővel azonos eredményt ért el

## Súlyemelés
| Versenyző            | Versenyszám | Szakítás                 | Szakítás                 | Lökés    | Lökés    | Összesen | Helyezés |
| Versenyző            | Versenyszám | Eredmény                 | Helyezés                 | Eredmény | Helyezés | Összesen | Helyezés |
| -------------------- | ----------- | ------------------------ | ------------------------ | -------- | -------- | -------- | -------- |
| Leonídasz Szambánisz | 59 kg       | 137,5                    | 1.*                      | 167,5    | 2.       | 305,0    |          |
| Valériosz Leonídisz  | 64 kg       | 145,0                    | 2.*                      | 187,5    | 1.*      | 332,5    |          |
| Jeórjiosz Dzelílisz  | 64 kg       | 145,0                    | 2.*                      | 177,5    | 3.*      | 322,5    | 4.       |
| Hrísztosz Szpíru     | 70 kg       | 145,0                    | 11.*                     | 177,5    | 12.*     | 322,5    | 13.      |
| Víktor Mítru         | 76 kg       | 162,5                    | 2.*                      | 195,0    | 3.*      | 357,5    | 4.       |
| Pírosz Dímasz        | 83 kg       | 180,0                    | 1.                       | 212,5    | 1.*      | 392,5    |          |
| Leonídasz Kókasz     | 91 kg       | 175,0                    | 4.*                      | 215,0    | 1.*      | 390,0    |          |
| Kahi Kahiasvili      | 99 kg       | 185,0                    | 3.                       | 235,0    | 1.       | 420,0    |          |
| Oleng Panatídisz     | 108 kg      | érvényes kísérlet nélkül | érvényes kísérlet nélkül | kiesett  | kiesett  | kiesett  | kiesett  |
| Pávlosz Szalcídisz   | +108 kg     | 185,0                    | 7.*                      | 235,0    | 6.       | 420,0    | 7.       |

* - másik versenyzővel azonos eredményt ért el

## Tenisz
Női
| Versenyző                              | Versenyszám | 64-es főtábla                           | 32-es főtábla                                                            | Nyolcaddöntő      | Negyeddöntő       | Elődöntő          | Bronz- mérkőzés   | Döntő             | Helyezés |
| Versenyző                              | Versenyszám | Ellenfél Eredmény                       | Ellenfél Eredmény                                                        | Ellenfél Eredmény | Ellenfél Eredmény | Ellenfél Eredmény | Ellenfél Eredmény | Ellenfél Eredmény | Helyezés |
| -------------------------------------- | ----------- | --------------------------------------- | ------------------------------------------------------------------------ | ----------------- | ----------------- | ----------------- | ----------------- | ----------------- | -------- |
| Hrisztína Papadáki                     | Egyes       | Angélica Gavaldón (MEX) · 1–6, 6–3, 2–6 | kiesett                                                                  | kiesett           | kiesett           | kiesett           | kiesett           | kiesett           | 33.      |
| Hrisztína Papadáki Hrísztina Zahariádu | Páros       |                                         | Thaiföld (THA) · Benjamas Sangaram · Tamarine Tanasugarn · 2–6, 7–6, 2–6 | kiesett           | kiesett           | kiesett           | kiesett           | kiesett           | 17.      |

## Torna
Férfi
| Versenyző             | Versenyszám      | Selejtező | Selejtező | Döntő    | Döntő    |
| Versenyző             | Versenyszám      | Pontszám  | Helyezés  | Pontszám | Helyezés |
| --------------------- | ---------------- | --------- | --------- | -------- | -------- |
| Joánisz Meliszanídisz | Talaj            | 19,375    | 4.        | 9,850    |          |
| Joánisz Meliszanídisz | Ugrás            | 19,100    | 33.       | kiesett  | kiesett  |
| Joánisz Meliszanídisz | Korlát           | 18,250    | 75.       | kiesett  | kiesett  |
| Joánisz Meliszanídisz | Nyújtó           | 17,650    | 81.       | kiesett  | kiesett  |
| Joánisz Meliszanídisz | Gyűrű            | 17,900    | 86.*      | kiesett  | kiesett  |
| Joánisz Meliszanídisz | Lólengés         | 17,700    | 82.       | kiesett  | kiesett  |
| Joánisz Meliszanídisz | Egyéni összetett | 109,975   | 52.       | kiesett  | kiesett  |

Női
| Versenyző | Versenyszám      | Selejtező | Selejtező | Döntő    | Döntő    |
| Versenyző | Versenyszám      | Pontszám  | Helyezés  | Pontszám | Helyezés |
| --- | ---------------- | --------- | --------- | -------- | -------- |
| Vaszilikí Cavdarídu | Talaj            | 19,187    | 31.**     | kiesett  | kiesett  |
| Vaszilikí Cavdarídu | Ugrás            | 19,212    | 25.       | kiesett  | kiesett  |
| Vaszilikí Cavdarídu | Felemás korlát   | 19,375    | 21.       | kiesett  | kiesett  |
| Vaszilikí Cavdarídu | Gerenda          | 18,475    | 46.       | kiesett  | kiesett  |
| Vaszilikí Cavdarídu | Egyéni összetett | 76,249    | 24.       | 38,217   | 21.      |
| Virginía Karéndzu | Talaj            | 18,487    | 74.**     | kiesett  | kiesett  |
| Virginía Karéndzu | Ugrás            | 18,637    | 68.       | kiesett  | kiesett  |
| Virginía Karéndzu | Felemás korlát   | 18,712    | 58.       | kiesett  | kiesett  |
| Virginía Karéndzu | Gerenda          | 18,187    | 59.       | kiesett  | kiesett  |
| Virginía Karéndzu | Egyéni összetett | 74,023    | 50.       | kiesett  | kiesett  |
| Konsztandína Margaríti | Talaj            | 18,775    | 57.*      | kiesett  | kiesett  |
| Konsztandína Margaríti | Ugrás            | 18,574    | 75.*      | kiesett  | kiesett  |
| Konsztandína Margaríti | Felemás korlát   | 18,612    | 61.       | kiesett  | kiesett  |
| Konsztandína Margaríti | Gerenda          | 18,049    | 65.       | kiesett  | kiesett  |
| Konsztandína Margaríti | Egyéni összetett | 74,010    | 51.       | kiesett  | kiesett  |
| Kiriakí Firinídu | Talaj            | 18,500    | 73.       | kiesett  | kiesett  |
| Kiriakí Firinídu | Ugrás            | 18,774    | 54.       | kiesett  | kiesett  |
| Kiriakí Firinídu | Felemás korlát   | 17,475    | 87.       | kiesett  | kiesett  |
| Kiriakí Firinídu | Gerenda          | 18,350    | 52.       | kiesett  | kiesett  |
| Kiriakí Firinídu | Egyéni összetett | 73,099    | 61.       | kiesett  | kiesett  |
| Jeorja-Anasztaszía Témbu | Talaj            | 8,512     | 96.       | kiesett  | kiesett  |
| Jeorja-Anasztaszía Témbu | Ugrás            | 18,187    | 87.       | kiesett  | kiesett  |
| Jeorja-Anasztaszía Témbu | Felemás korlát   | 18,175    | 79.       | kiesett  | kiesett  |
| Jeorja-Anasztaszía Témbu | Gerenda          | 17,599    | 74.*      | kiesett  | kiesett  |
| Jeorja-Anasztaszía Témbu | Egyéni összetett | 62,473    | 80.       | kiesett  | kiesett  |
| Ekateríni Mamúti | Talaj            | 18,162    | 85.       | kiesett  | kiesett  |
| Ekateríni Mamúti | Ugrás            | 18,612    | 71.       | kiesett  | kiesett  |
| Ekateríni Mamúti | Felemás korlát   | 8,050     | 99.       | kiesett  | kiesett  |
| Ekateríni Mamúti | Gerenda          | 8,837     | 96.       | kiesett  | kiesett  |
| Ekateríni Mamúti | Egyéni összetett | 53,661    | 89.       | kiesett  | kiesett  |
| Kiriakí Papanikoláu | Talaj            | 9,437     | 93.       | kiesett  | kiesett  |
| Kiriakí Papanikoláu | Felemás korlát   | 9,387     | 94.*      | kiesett  | kiesett  |
| Kiriakí Papanikoláu | Gerenda          | 9,212     | 94.       | kiesett  | kiesett  |
| Kiriakí Papanikoláu | Egyéni összetett | 28,036    | 103.      | kiesett  | kiesett  |
| Vaszilíki Cavdarídu Virginía Karéndzu Konsztandína Margaríti Kiriakí Firinídu Jeorja-Anasztaszía Témbu Ekateríni Mamúti Kiriakí Papanikoláu | Csapat összetett |           |           | 183,532  | 11.      |

* - egy másik versenyzővel azonos eredményt ért el

** - két másik versenyzővel azonos eredményt ért el

### Ritmikus gimnasztika
| Versenyző          | Versenyszám | Selejtező | Selejtező | Elődöntő | Elődöntő | Döntő   | Döntő    |
| Versenyző          | Versenyszám | Pont      | Hely.     | Pont     | Hely.    | Pont    | Helyezés |
| ------------------ | ----------- | --------- | --------- | -------- | -------- | ------- | -------- |
| María Pangálu      | Egyéni      | 37,983    | 8.        | 37,815   | 12.      | kiesett | kiesett  |
| Evangelía Szotiríu | Egyéni      | 36,698    | 26.       | kiesett  | kiesett  | kiesett | kiesett  |

## Úszás
Férfi
| Versenyző            | Versenyszám    | Előfutam | Előfutam | Előfutam | Döntő   | Döntő   | Döntő   | Helyezés |
| Versenyző            | Versenyszám    | Idő      | Hely.    | Össz.    | Típus   | Idő     | Hely.   | Helyezés |
| -------------------- | -------------- | -------- | -------- | -------- | ------- | ------- | ------- | -------- |
| Jeórjiosz Giziótisz  | 50 m gyors     | 23,56    | 8.       | 34.      | kiesett | kiesett | kiesett | kiesett  |
| Jeórjiosz Giziótisz  | 100 m gyors    | 52,04    | 3.       | 46.      | kiesett | kiesett | kiesett | kiesett  |
| Dimítriosz Mangánasz | 200 m gyors    | 1:53,84  | 5.       | 30.      | kiesett | kiesett | kiesett | kiesett  |
| Dimítriosz Mangánasz | 400 m gyors    | 3:54,85  | 4.       | 13.      | B       | 3:57,39 | 8.      | 16.      |
| Dimítriosz Mangánasz | 1500 m gyors   | 16:15,94 | 6.       | 30.      | kiesett | kiesett | kiesett | kiesett  |
| Panajótisz Adamídisz | 100 m hát      | 58,12    | 8.       | 36.      | kiesett | kiesett | kiesett | kiesett  |
| Panajótisz Adamídisz | 200 m hát      | 2:10,22  | 7.       | 37.      | kiesett | kiesett | kiesett | kiesett  |
| Jeórjiosz Pópotasz   | 100 m pillangó | 56,16    | 7.       | 43.      | kiesett | kiesett | kiesett | kiesett  |
| Jeórjiosz Pópotasz   | 200 m pillangó | 2:06,00  | 8.       | 40.      | kiesett | kiesett | kiesett | kiesett  |

Női
| Versenyző                                                                | Versenyszám            | Előfutam | Előfutam | Előfutam | Döntő   | Döntő   | Döntő   | Helyezés |
| Versenyző                                                                | Versenyszám            | Idő      | Hely.    | Össz.    | Típus   | Idő     | Hely.   | Helyezés |
| ------------------------------------------------------------------------ | ---------------------- | -------- | -------- | -------- | ------- | ------- | ------- | -------- |
| Antonía Mahaíra                                                          | 100 m gyors            | 57,92    | 3.       | 31.      | kiesett | kiesett | kiesett | kiesett  |
| Antonía Mahaíra                                                          | 200 m gyors            | 2:03,21  | 1.       | 15.      | B       | 2:03,19 | 6.      | 14.      |
| Antonía Mahaíra                                                          | 400 m gyors            | 4:24,05  | 5.       | 34.      | kiesett | kiesett | kiesett | kiesett  |
| Ekateríni Klépku                                                         | 100 m hát              | 1:05,94  | 5.       | 27.      | kiesett | kiesett | kiesett | kiesett  |
| Ekateríni Klépku                                                         | 200 m hát              | 2:22,83  | 5.       | 31.      | kiesett | kiesett | kiesett | kiesett  |
| Marína Karisztinú                                                        | 100 m pillangó         | 1:05,05  | 7.       | 40.      | kiesett | kiesett | kiesett | kiesett  |
| Marína Karisztinú                                                        | 200 m pillangó         | 2:20,57  | 6.       | 29.      | kiesett | kiesett | kiesett | kiesett  |
| Ekateríni Szarakacáni                                                    | 200 m vegyes           | 2:19,74  | 4.       | 23.      | kiesett | kiesett | kiesett | kiesett  |
| Ekateríni Szarakacáni                                                    | 400 m vegyes           | 4:56,32  | 4.       | 25.      | kiesett | kiesett | kiesett | kiesett  |
| Marína Karisztinú Ekateríni Klépku Antonía Mahaíra Ekateríni Szarakacáni | 4 × 100 m vegyes váltó | 4:24,80  | 8.       | 22.      | kiesett | kiesett | kiesett | kiesett  |

## Vitorlázás
Férfi
| Versenyző                                         | Versenyszám     | Futam | Futam | Futam | Futam | Futam    | Futam | Futam | Futam | Futam | Futam | Futam | Pontszám | Helyezés |
| Versenyző                                         | Versenyszám     | 1     | 2     | 3     | 4     | 5        | 6     | 7     | 8     | 9     | 10    | 11    | Pontszám | Helyezés |
| ------------------------------------------------- | --------------- | ----- | ----- | ----- | ----- | -------- | ----- | ----- | ----- | ----- | ----- | ----- | -------- | -------- |
| Nikólaosz Kaklamanákisz                           | Szörfvitorlázás | 5     | 1     | 2     | 6     | 1        | (9)   | 1     | 1     | (47*) |       |       | 17,0     |          |
| Emíliosz Papathanasziú                            | Finn dingi      | 26    | 21    | (32*) | 27    | (32 PMS) | 16    | 21    | 23    | 29    | 32*   |       | 195,0    | 27.      |
| Andréasz Koszmatópulosz Konsztandínosz Tringónisz | 470-es osztály  | 11    | (19)  | 18    | 13    | 5        | 2     | 15    | 18    | 5     | 10    | (24)  | 97,0     | 11.      |

Női
| Versenyző                     | Versenyszám     | Futam | Futam | Futam | Futam | Futam | Futam | Futam | Futam | Futam | Futam | Futam | Pontszám | Helyezés |
| Versenyző                     | Versenyszám     | 1     | 2     | 3     | 4     | 5     | 6     | 7     | 8     | 9     | 10    | 11    | Pontszám | Helyezés |
| ----------------------------- | --------------- | ----- | ----- | ----- | ----- | ----- | ----- | ----- | ----- | ----- | ----- | ----- | -------- | -------- |
| Angelíki Szkarlátu            | Szörfvitorlázás | 23    | 21    | (24)  | 22    | 22    | (24)  | 21    | 21    | 19    |       |       | 149,0    | 23.      |
| María Miloná                  | Europe          | 13    | 22    | 20    | 22    | (24)  | 13    | 11    | 11    | 19    | 21    | (24)  | 152,0    | 22.      |
| Ekateríni Kalúdi Emilía Cúlfa | 470-es osztály  | 9     | (20)  | 6     | (19)  | 18    | 6     | 16    | 17    | 17    | 18    | 13    | 120,0    | 17.      |

Nyílt
| Versenyző                                 | Versenyszám | Futam | Futam | Futam | Futam | Futam | Futam | Futam | Futam | Futam | Futam | Futam | Pontszám | Helyezés |
| Versenyző                                 | Versenyszám | 1     | 2     | 3     | 4     | 5     | 6     | 7     | 8     | 9     | 10    | 11    | Pontszám | Helyezés |
| ----------------------------------------- | ----------- | ----- | ----- | ----- | ----- | ----- | ----- | ----- | ----- | ----- | ----- | ----- | -------- | -------- |
| Dimítriosz Theodorákisz                   | Laser       | 21    | (28)  | 16    | 18    | (33)  | 26    | (28)  | 20    | 25    | 25    | 24    | 203,0    | 27.      |
| Anasztásziosz Bundúrisz Dimítriosz Búkisz | Csillaghajó | 6     | 8     | (14)  | 3     | 6     | 6     | 1     | (16)  | 4     | 11    |       | 45,0     | 4.       |

| Versenyző                                                   | Versenyszám | Futam | Futam | Futam | Futam | Futam | Futam | Futam | Futam | Futam | Futam | Futam | Futam | Negyeddöntő       | Elődöntő          | Döntő             | Helyezés |
| Versenyző                                                   | Versenyszám | 1     | 2     | 3     | 4     | 5     | 6     | 7     | 8     | 9     | 10    | Pont  | Hely. | Ellenfél Eredmény | Ellenfél Eredmény | Ellenfél Eredmény | Helyezés |
| ----------------------------------------------------------- | ----------- | ----- | ----- | ----- | ----- | ----- | ----- | ----- | ----- | ----- | ----- | ----- | ----- | ----------------- | ----------------- | ----------------- | -------- |
| Sztávrosz Alevrász Panajótisz Alevrász Sztéfanosz Handakász | Soling      | 14    | 12    | 18    | (23)  | 3     | 16    | (21)  | 11    | 20    | 13    | 107   | 18.   | kiesett           | kiesett           | kiesett           | 18.      |

* - nem ért célba

## Vívás
Női
| Versenyző            | Versenyszám       | Selejtező                 | 32-es főtábla               | Nyolcaddöntő      | Negyeddöntő       | Elődöntő          | Bronz- mérkőzés   | Döntő             | Helyezés |
| Versenyző            | Versenyszám       | Ellenfél Eredmény         | Ellenfél Eredmény           | Ellenfél Eredmény | Ellenfél Eredmény | Ellenfél Eredmény | Ellenfél Eredmény | Ellenfél Eredmény | Helyezés |
| -------------------- | ----------------- | ------------------------- | --------------------------- | ----------------- | ----------------- | ----------------- | ----------------- | ----------------- | -------- |
| Katerína Szidiropúlu | Párbajtőr, egyéni | Sarah Osvath (AUS) · 15–8 | Claudia Bokel (GER) · 10–15 | kiesett           | kiesett           | kiesett           | kiesett           | kiesett           | 27.      |

## Vízilabda
| Görög férfi vízilabdacsapat-játékoskeret | Görög férfi vízilabdacsapat-játékoskeret |
| --- | --- |
| - Jeórjiosz Afrudákisz - Thomász Hadzísz - Theódorosz Hadzitheodóru - Szimeón Jeorgarász - Fíliposz Kaiáfasz - Theódorosz Kalakónasz - Theódorosz Lorándosz | - Kónsztandinosz Lúdisz - Jeórjiosz Mavrotász - Anasztásziosz Papanasztaszíu - Vangélisz Pátrasz - Jeórjiosz Pszíhosz - Jerászimosz Voltirákisz |

### Eredmények
Csoportkör
B csoport
| Csapat                 | M | Gy | D | V | G+ | G– | Gk  | P  |
| ---------------------- | - | -- | - | - | -- | -- | --- | -- |
| Olaszország (ITA)      | 5 | 5  | 0 | 0 | 48 | 38 | +10 | 10 |
| Egyesült Államok (USA) | 5 | 4  | 0 | 1 | 45 | 37 | +8  | 8  |
| Horvátország (CRO)     | 5 | 3  | 0 | 2 | 51 | 39 | +12 | 6  |
| Görögország (GRE)      | 5 | 2  | 0 | 3 | 37 | 38 | –1  | 4  |
| Románia (ROU)          | 5 | 0  | 1 | 4 | 31 | 45 | –14 | 1  |
| Ukrajna (UKR)          | 5 | 0  | 1 | 4 | 33 | 48 | –15 | 1  |

| 1996. július 20. 15:00 | Horvátország (CRO)   | 8–5 | Görögország (GRE) | Játékvezetők: Wilhelm Keman (NED), Rolf Ludecke (GER) |
| 1996. július 20. 15:00 | (3–1, 1–1, 2–1, 2–2) |     |                   | Játékvezetők: Wilhelm Keman (NED), Rolf Ludecke (GER) |
| 1996. július 20. 15:00 | Šimenc 3             |     | Kaiáfasz 2        | Játékvezetők: Wilhelm Keman (NED), Rolf Ludecke (GER) |

| 1996. július 21. 22:00 | Egyesült Államok (USA) | 9–7 | Görögország (GRE) | Játékvezetők: Joaquin Fernandez (ESP), Eugenio Martinez (CUB) |
| 1996. július 21. 22:00 | (4–2, 3–1, 1–2, 1–2)   |     |                   | Játékvezetők: Joaquin Fernandez (ESP), Eugenio Martinez (CUB) |
| 1996. július 21. 22:00 | Humbert 4              |     | három játékos 2   | Játékvezetők: Joaquin Fernandez (ESP), Eugenio Martinez (CUB) |

| 1996. július 22. 15:00 | Görögország (GRE)        | 8–5 | Románia (ROU)    | Játékvezetők: Jean Demey (FRA), Kosztolánczy György (HUN) |
| 1996. július 22. 15:00 | (3–1, 2–1, 2–2, 1–1)     |     |                  | Játékvezetők: Jean Demey (FRA), Kosztolánczy György (HUN) |
| 1996. július 22. 15:00 | Lúdisz, Papanasztaszíu 2 |     | Totolici, Rath 2 | Játékvezetők: Jean Demey (FRA), Kosztolánczy György (HUN) |

| 1996. július 23. 15:00 | Olaszország (ITA)    | 10–8 | Görögország (GRE) | Játékvezetők: Andrei Afanasiev (RUS), Francois Simons (BEL) |
| 1996. július 23. 15:00 | (1–2, 2–1, 4–3, 3–2) |      |                   | Játékvezetők: Andrei Afanasiev (RUS), Francois Simons (BEL) |
| 1996. július 23. 15:00 | négy játékos 2       |      | három játékos 2   | Játékvezetők: Andrei Afanasiev (RUS), Francois Simons (BEL) |

| 1996. július 24. 15:00 | Görögország (GRE)    | 9–6 | Ukrajna (UKR) | Játékvezetők: Peter Kerr (AUS), Kosztolánczy György (HUN) |
| 1996. július 24. 15:00 | (0–0, 2–1, 4–1, 3–4) |     |               | Játékvezetők: Peter Kerr (AUS), Kosztolánczy György (HUN) |
| 1996. július 24. 15:00 | Mavrotász 3          |     | Kovalenko 2   | Játékvezetők: Peter Kerr (AUS), Kosztolánczy György (HUN) |

Negyeddöntő
| 1996. július 26. 15:00 | Magyarország (HUN)   | 12–8 | Görögország (GRE) | Játékvezetők: Vladimir Prikhodko (KAZ), yacheslav Belevtsov (UKR) |
| 1996. július 26. 15:00 | (3–2, 4–2, 2–2, 3–2) |      |                   | Játékvezetők: Vladimir Prikhodko (KAZ), yacheslav Belevtsov (UKR) |
| 1996. július 26. 15:00 | négy játékos 2       |      | Mavrotász 3       | Játékvezetők: Vladimir Prikhodko (KAZ), yacheslav Belevtsov (UKR) |

Az 5–8. helyért
| 1996. július 27. 15:00 | Görögország (GRE)        | 7–6 | Egyesült Államok (USA) | Játékvezetők: Radu Timoc (ROM), Zeljko Klaric (CRO) |
| 1996. július 27. 15:00 | (1–1, 3–0, 1–4, 2–1)     |     |                        | Játékvezetők: Radu Timoc (ROM), Zeljko Klaric (CRO) |
| 1996. július 27. 15:00 | Lúdisz, Papanasztaszíu 2 |     | McNair, Humbert 2      | Játékvezetők: Radu Timoc (ROM), Zeljko Klaric (CRO) |

Az 5. helyért
| 1996. július 28. 15:00 | Görögország (GRE)              | 8–10 (h. u.) | Oroszország (RUS) | Játékvezetők: Jean Demey (FRA), Salvatore Merola (ITA) |
| 1996. július 28. 15:00 | (2–2, 1–1, 1–2, 3–2, 1–2, 0–1) |              |                   | Játékvezetők: Jean Demey (FRA), Salvatore Merola (ITA) |
| 1996. július 28. 15:00 | Afrudákisz 3                   |              | Kozlov, Jerisov 2 | Játékvezetők: Jean Demey (FRA), Salvatore Merola (ITA) |

| Csapat            | Helyezés |
| ----------------- | -------- |
| Görögország (GRE) | 6.       |